# Нарушение слуха
Нарушение слуха — полное (глухота) или частичное (тугоухость) снижение способности обнаруживать и понимать звуки. Нарушением слуха может страдать любой организм, способный воспринимать звук. Звуковые волны различаются по частоте и амплитуде. Потеря способности обнаруживать некоторые (или все) частоты или неспособность различать звуки с низкой амплитудой называются нарушением слуха.
Вызывается широким спектром биологических и экологических факторов. Причинами могут быть заболевания внутреннего уха и слухового нерва, воспаление среднего уха или некоторые инфекционные болезни — менингит, грипп и др.; иногда — травма или продолжительное воздействие сильного шума и вибраций, бывает обратимое снижение слуха из-за серной пробки.
У человека нарушение слуха, делающее невозможным восприятие речи, называется глухотой, а более лёгкие степени нарушения слуха, затрудняющие восприятие речи — тугоухостью (нейросенсорной, кондуктивной или смешанного характера). Кроме того, глухота бывает врождённая или приобретённая.

## Дефекты: громкость, обнаружение частот, распознавание звуков
Минимальная громкость, которую может воспринять индивидуум, называется порогом слышимости. Эту величину можно измерять с помощью поведенческих аудиограмм. Делается запись звуков от самых тихих к более громким различных частот, которые должны вызывать определённую реакцию проверяемого. Также существуют электрофизиологические тесты, результат которых не зависит от поведения испытуемого.
Нормальный порог чувствительности для различных частот различается у разных видов животных. Если звуки различной частоты проигрывать с одинаковой амплитудой, то одни будут казаться громкими, другие тихими, а некоторые вообще неслышимыми. В общем случае, при повышении громкости или амплитуды звук становится лучше различимым. Обычно, если животное использует звуки для общения, то частоты, используемые в нём, лучше воспринимаются слуховыми органами, чем остальные. Такая «настройка» существует на многих уровнях слуховой системы, начиная со строения уха и заканчивая нервами и участками мозга, ответственными за обработку звуков.
Говорят, что индивидуум страдает нарушением слуха, если у него ухудшается восприятие тех звуков, которые обычно воспринимаются особями его вида. У людей термин «нарушение слуха» обычно употребляется к тем, кто частично или полностью потерял способность различать звуки на частотах человеческой речи. Степень нарушения определяется по тому, насколько громче по сравнению с нормальным уровнем должен стать звук, чтобы слушатель начал его различать. В случаях глубокой глухоты слушатель не может различить даже самые громкие звуки, издаваемые аудиометром.
Ещё одним параметром, по которому может развиться нарушение слуха, является качество звука. У людей такие нарушения обычно выявляются тестами на распознавание речи (то есть речь должна быть не только услышана, но и понята). Нарушение распознавания звуков отдельно от общего ослабления слуха встречается крайне редко.

## Классификация нарушений слуха
Нарушения слуха можно классифицировать по типу, степени и моменту наступления. Также слух может быть нарушен с одной стороны или с обеих сторон.

### Кондуктивные и нейросенсорные (сенсоневральные) нарушения
Когда структуры наружного или среднего уха перестают правильно передавать звуковой сигнал во внутреннее ухо, возникает кондуктивное снижение слуха. Обычно такой тип тугоухости обратим и может быть скорректирован путём хирургической операции или другими методами. Причинами являются инфекции уха, повреждение уха, например перфорация барабанной перепонки, а также серная пробка. Инфекции уха нередко встречаются у детей, поэтому родителям очень важно регулярно проверять слух и знать признаки тугоухости.
Нейросенсорное нарушение слуха происходит из-за потери чувствительности спирального органа улитки внутреннего уха или нарушений в работе слуховых нервов. Такие нарушения могут приводить к тугоухости всех степеней — от лёгкой до тяжёлой — и даже к полной глухоте.
Большая часть нейросенсорной потери слуха у людей вызвана аномалиями волосковых клеток в кортиевом органе улитки. Иногда встречается нейросенсорная потеря слуха, вызванная нарушениями в VIII черепно-мозговом нерве (преддверно-улитковый нерв) или в отделах мозга, отвечающих за слух. В крайне редких случаях такого типа нарушения слуха страдают только слуховые центры мозга (центральное нарушение слуха). В этом случае человек слышит нормально, но качество звука настолько плохое, что он не в состоянии разобрать человеческую речь.
Аномалии волосковых клеток могут быть врождёнными или приобретёнными. Это могут быть как генетические аномалии, так и травмы от интенсивного шума и поражения вследствие инфекционных заболеваний.
Нейросенсорная (сенсоневральная) тугоухость возникает, когда внутреннее ухо перестаёт нормально обрабатывать звук. Это вызывается различными причинами, однако самой распространённой является поражение волосковых клеток улитки из-за громкого звука и/или возрастных процессов. Когда волосковые клетки нечувствительны, звуки не передаются нормальным образом на слуховой нерв головного мозга. Сенсоневральная потеря слуха занимает 90 % от всех случаев тугоухости.
Несмотря на то что сенсоневральная тугоухость необратима, можно избежать большего вреда, используя при громком звуке ушные заглушки или слушая музыку на меньшей громкости.

### Степени глухоты и порог слышимости
Порог слышимости — минимальная величина звукового давления, при которой звук данной частоты может быть ещё воспринят ухом человека. Величину порога слышимости принято выражать в децибелах, принимая за нулевой уровень звукового давления 2⋅10−5Н/м2 или 20⋅10−6Н/м2 при частоте 1 кГц (для плоской звуковой волны). Порог слышимости зависит от частоты звука.

### Возраст наступления
см. раздел #Нарушения до и после развития речи.

### Односторонняя и двусторонняя потеря слуха
Нарушение слуха также может быть на одном ухе и бинауральным, то есть на обоих ушах.

## Типы и причины нарушения слуха
Нарушение слуха вызывается различными биологическими и экологическими факторами. Обычно уязвимой частью тела является ухо.
Особенностью патологий уха является то, что нарушение костной системы уха не даёт полной глухоты за счёт проводимости костей.

### Долговременное воздействие шума

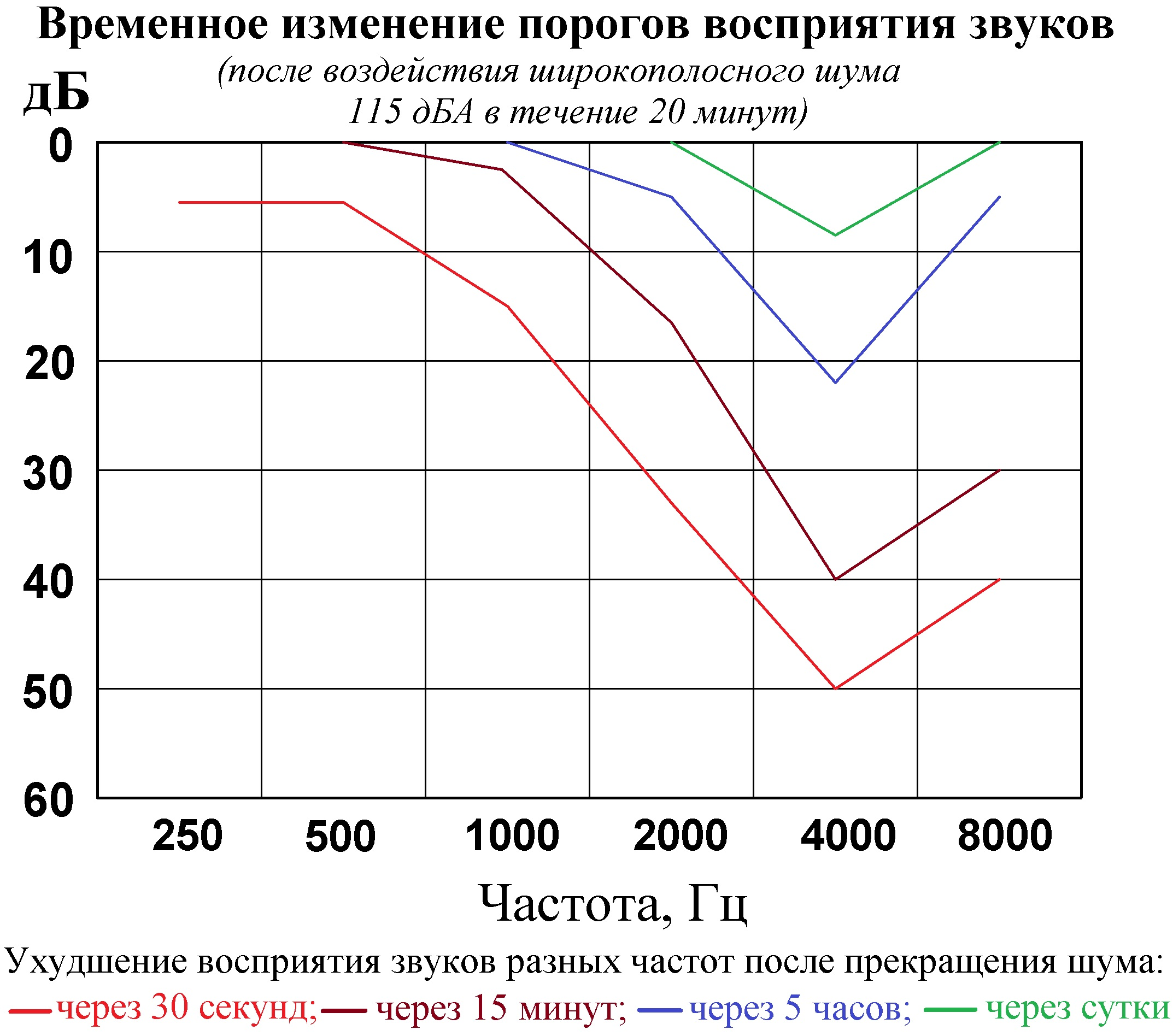
Пример возможного временного ухудшения восприятия звуков после воздействия шума (с. 103). Это обратимое ухудшение — показатель того, что воздействие шума превышает допустимое (у конкретного рабочего с учётом индивидуальной стойкости к шуму его органа слуха). При длительном сильном воздействии шума это показанное ухудшение (повышение — временное смещение порогов (ВСП) восприятия звука) проходит уже не полностью, и у человека постепенно ухудшается слух

Люди, проживающие около аэропортов или оживлённых шоссе, подвергаются постоянному звуковому облучению интенсивностью 65—75 дБ. Если в таких условиях человек вынужден проводить много времени на улице или находиться дома с открытыми окнами, то постепенно у него может развиться ослабление слуха. Это часто происходит при воздействии сильного промышленного шума. Существуют определённые стандарты, в соответствии с которыми устанавливается допустимый уровень шума и риска для здоровья людей. В частности, организация US EPA (United States Environmental Protection Agency — Агентство по защите окружающей среды Соединённых Штатов Америки) устанавливает порог в 70 дБ при круглосуточном облучении как приемлемый для здоровья (EPA, 1974).
- Нарушение слуха от долговременного воздействия шума обычно действует на частотах около 4000 Гц.
- Чем выше уровень шума, тем меньше безопасное время пребывания под его облучением. Обычно это время уменьшается в 2 раза на каждые дополнительные 3 дБ. Иногда для удобства используют не 3, а 5 дБ. Однако это в меньшей степени соответствует современному уровню науки.
- Портативные проигрывающие устройства, такие как iPod (громкость которого может достигать 115 дБ), могут вызывать сильные нарушения слуха.

### Генетические нарушения слуха
Существуют несиндромальные (изолированные) и синдромальные нарушения слуха.
Несиндромальное нарушение слуха — тугоухость не сопровождаемая другими симптомами, которые передавались бы по наследству. Бывает в 70 % случаев наследственной глухоты.
Синдромальное нарушение слуха — это генетически обусловленное снижение слуха в сочетании с другими признаками или заболеваниями других органов и систем. Бывает в 30 % случаев наследственной глухоты.
Описаны более 400 различных синдромов в которых одним из признаков является глухота.
Наиболее известные из них:
- Синдром Пендреда — тугоухость в сочетании с увеличением щитовидной железы
- Синдром Ушера — комбинированное нарушение слуха и зрения.
- Синдром Ваарденбурга — нарушение слуха и пигментации.
- Синдром Жервелла — Ланге-Нильсена[англ.] — сочетание глухоты и аритмии сердца с увеличением интервала QT.

По типу наследования нарушения слуха можно разделить на следующие формы:
1. Аутосомно-рецессивные (78 %)
2. Аутосомно-доминантные (20 %)
3. Х-сцепленные (1 %)
4. Митохондриальные (1 %)

В настоящее время известно более 100 генов, мутации в которых приводят к нарушению слуха.
Для каждой популяции характерны определённые, специфичные для неё мутации.
При этом причиной одной трети случаев генетически обусловленного нарушения слуха являются мутации в гене коннексин 26 (GJB2). Среди европеоидной расы наиболее часто встречается мутация 35delG. Около 2 % русских — носители этой мутации.

### Нарушение слуха из-за воздействия химических веществ
Некоторые вредные химические вещества, используемые в промышленности и сельском хозяйстве, а также лекарственные препараты, обладают ототоксичностью.

### Проводящая потеря слуха
Проводящая потеря слуха возникает, когда внешнее или среднее ухо (или оба сразу) не проводят звук так, как должны это делать. Так как звук может быть воспринят нормально функционирующими ушным каналом, барабанной перепонкой и ушной косточкой, то такое нарушение слуха бывает лишь частичным и вызывает незначительное ухудшение восприятия звуков. Порог слышимости при проблемах с внешним или средним ухом не превышает 55-60 дБ. В общем случае, при проводящей потере слуха распознавание речи не ухудшается при условии достаточно больших значений громкости, чтобы слушатель мог услышать речь.
Проводящая потеря слуха может быть вызвана следующими причинами:
- Непроходимость ушного канала
- Аномалии среднего уха:
  - Барабанной перепонки
  - Косточек

### Физическая травма
- Травмированы могут быть не только анатомические структуры наружного, среднего и внутреннего уха, но и слуховые центры мозга.
- Люди, перенёсшие травму головы особенно подвержены риску потери слуха, временной или постоянной.
- К нарушениям слуха может приводить длительное нахождение рядом с источником слишком громкого звука (больше 90 Дб), например, вблизи самолётного двигателя.

## Лечение, адаптация, предотвращение
- назначение медикаментозных средств;
- использование специальных сурдологических и логопедических методик;
- развитие слуха и речи;
- рекомендации психоневролога;
- слухопротезирование.

### Слухопротезирование

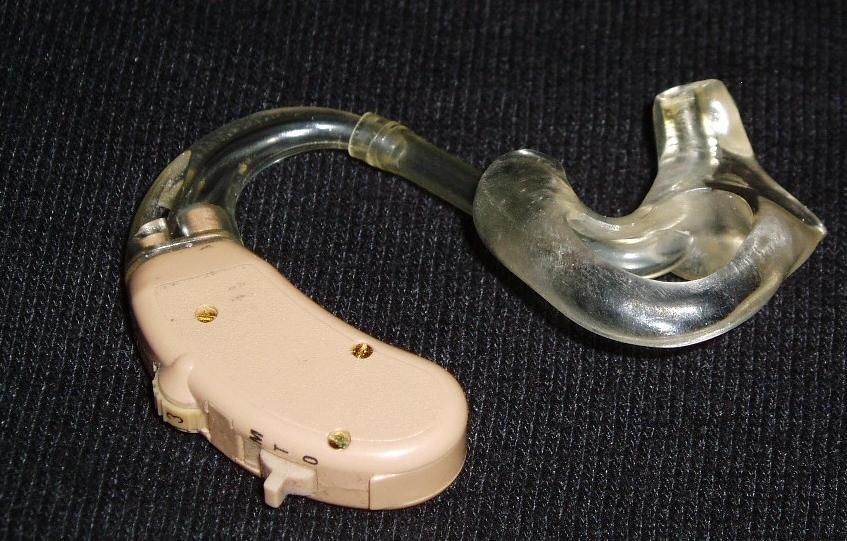
Слуховой аппарат

Лечение тугоухости, вызванной изменениями в звукопроводящем аппарате, проводится достаточно успешно. При поражении звуковоспринимающего аппарата используется комплекс медикаментозных, физиотерапевтических средств.
При недостаточной эффективности этих мероприятий используется слухопротезирование — подбор слуховых аппаратов, усиливающих звук. Пригодность слухового аппарата оценивается после адаптационного периода, в течение которого пациент привыкает к необычной громкости воспринимаемой речи и различным посторонним шумам. Техническое совершенство аппаратуры и правильность индивидуального подбора определяют эффективность слухопротезирования.
Пациенты с нейросенсорной тугоухостью подлежат диспансерному наблюдению, обеспечению максимальной реабилитацией и, по возможности, трудоустройством. В решении этих вопросов большую роль играет общество глухих. После проведения экспертизы трудоспособности такие пациенты определяются на специальные предприятия или получают рекомендацию по ограничению некоторых видов трудовой деятельности.

### Реабилитация детей с нарушением слуха
В процессе реабилитации используются индивидуальные и групповые занятия, хоровая декламация с музыкальным сопровождением. В дальнейшем проводятся речевые занятия с помощью усилителей и слуховых аппаратов. Такая работа проводится в специальных детских садах для слабослышащих детей, начиная с 2-3-летнего возраста. В дальнейшем она продолжается в специализированных школах.
Во многих случаях работа по реабилитации выполняется родителями в условиях естественного речевого общения. Это требует неизменно большего труда и времени, но даёт часто хорошие результаты. Но работа эта должна быть совместной с сурдопедагогами и проходить под их наблюдением.
Таким образом, слагаемые успешной реабилитации слабослышащих следующие:
- Раннее выявление нарушения слуха и раннее начало реабилитационных мероприятий.
- Обеспечение достаточной громкости речевых сигналов.
- Интенсивность и систематический характер слуховой тренировки, составляющей основу процесса реабилитации.
- Естественное речевое окружение ребёнка, постоянно общение с людьми, имеющими нормальный слух и нормальную речь .

Наиболее ценным периодом для реабилитации являются первые три года жизни ребёнка.
При тугоухости, возникшей у человека, умеющего говорить, в дальнейшем развиваются расстройства речи в виде монотонности, неритмичности. Кроме того, возникшая тугоухость затрудняет общение с окружающими. Для диагностики снижения слуха у взрослых имеется большое количество способов и тестов. Важной целью этого исследования является выяснение причины развившейся тугоухости — поражение звукопроводящей или звуковоспринимающей системы.

### Генная терапия
Американской группе ученых удалось вылечить глухоту у мышей с помощью генной терапии. Более половины случаев врожденной глухоты имеют генетическую причину, и порядка 80 процентов из них обусловлены аутосомно-рецессивными формами глухоты. Ученые отобрали для эксперимента мышей с так называемой глухотой DFNB9, на которую приходится от двух до восьми процентов связанных с генами случаев глухоты у людей. При данной патологии DFNB9 белок, называемый отоферлином, не может выполнять свою обычную функцию передачи звуковой информации. Однако после изменения учеными генома глухих мышей, с помощью специально созданных вирусов, грызуны получили способность слышать почти так же хорошо, как их сородичи, которые родились с нормально функционирующим отоферлином. Ученые предполагают, что данный метод может получить широкое практическое значение.

### Жестовые языки
Же́стовый язы́к или реже язы́к же́стов — самостоятельный, естественно возникший или искусственно созданный язык, состоящий из комбинации жестов, каждый из которых производится руками в сочетании с мимикой, формой или движением рта и губ, а также в сочетании с положением корпуса тела. Одним из широкораспространённых неправильных представлений о жестовых языках является предположение, что они каким-то образом зависят от словесных (звуковых и письменных) языков или произошли от них, и что эти языки были придуманы слышащими, однако это не так. Кроме того, зачастую за жестовые языки принимается дактилирование букв (которое на самом деле используется в жестовых языках в основном для произнесения имён собственных, географических названий, а также специфичных терминов, взятых из словесных языков) и калькированная жестовая речь, используемая слышащими для передачи информации жестами грамматически идентично словесному языку. Однако, на самом деле, жестовые языки практически полностью независимы от словесных и продолжают самостоятельно развиваться: появляются новые жесты, отмирают старые — и чаще всего данная тенденция слабо связана с развитием словесных языков. Количество жестовых языков в отдельно взятой стране никак не коррелирует с количеством распространённых (употребляемых) в ней словесных языков. Даже в пределах одной страны, в которой официально используется несколько словесных языков, для общения между представителями разных этнических групп может применяться единственный (общий) жестовый язык, и наоборот — в некоторых странах с единственным словесным языком могут сосуществовать несколько жестовых. Эти языки в основном используются глухими или слабослышащими людьми с целью коммуникации (общения). Использование жестовых языков людьми без нарушения слуха является вторичным, однако довольно распространено: часто возникает потребность в общении с людьми с нарушениями слуха, являющимися пользователями жестового языка. Люди без нарушения слуха предрасположены к использованию звуковых языков для общения.
Успехи французской и немецкой сурдопедагогических школ привели к распространению специальных учреждений (школ для глухих) в других странах, при этом как правило заимствовались либо только сурдопедагогические идеи (например, в Англии), либо методика целиком, включая и сам жестовый язык. Первая такая школа в США открылась в 1817 г. в Хартфорде (штат Коннектикут); работала по французской методике. В результате самостоятельный американский язык жестов слабослышащих — амслен (англ. American Sign Language, ASL) имеет больше сходства с французским (LSF) и практически не имеет ничего общего с британским жестовым языком (BSL). Амслен является самым распространённым в Северной Америке (США и англоязычной Канаде) и некоторых других странах языком глухих (при том, что он радикально отличается от соответствующего британского языка жестов). Каждый жест состоит из жестовых единиц — хирем, которых в языке 55. Амслен, развивающийся с первой четверти XIX века, постоянно пополняется новыми жестами и считается самостоятельным живым языком с чрезвычайно широким спектром применения. Методики пионера американской сурдопедагогики (теории и практики обучения глухих) Томаса Хопкинса Галлодета продолжают успешно применяться и далее — в 1973 году в Вашингтоне организован первый университет для глухих, названный в честь учёного (Галлаудетский университет), в котором обучаются глухие студенты из различных стран.
Ру́сский же́стовый язы́к — язык жестов, используемый русскоязычным сообществом глухих и слабослышащих в России, а также сообществами глухих и слабослышащих на территории СНГ (Украина, Беларусь, Казахстан). При этом его грамматика сильно отличается от грамматики русского языка: поскольку слова сложнее преобразовывать морфологически, то грамматика (например, порядок и образование слов) более строгая, чем в русском языке. Русский жестовый язык относится к семье французской жестовой речи, близок к амслену, а также немало лексики заимствовано из австрийского жестового языка. Тем не менее, разговорный жестовый язык имеет свою собственную грамматику и используется в повседневном общении глухих, тогда как созданный специально для удобства общения между слабослышащими и слышащими людьми нечто среднее между русским жестовым языком и русским звуковым языком — сурдоперевод (иногда называемый «калькированный жестовый язык», «калькированная речь», «калькирующая жестовая речь» или «КЖЯ») используется, в основном, в официальном общении, например при сурдопереводе лекций в институте, докладов на конференциях. Одно время сурдоперевод применялся на телевидении, позволяя лицам с нарушением слуха воспринимать программы новостей. Калькирующая жестовая речь использует как знаки разговорного жестового языка, так и специально разработанные знаки для понятий, не имеющих своих представлений в словаре разговорного жестового языка. В ней применяются элементы дактильной речи для обозначения окончаний, суффиксов и прочего. Кроме того, для обозначения имён собственных, а также специфических терминов существует русская дактильная азбука.

### Дискриминация
В настоящее время дискриминации как таковой нет, однако во многом нужды людей со снижением или отсутствием слуха не учитываются. Так, в России на сегодняшний день многие звуковые сигналы (например, объявление остановок при поездках в общественном транспорте, сигналы домофона) в большинстве случаев не дублируются графическими и световыми устройствами вывода информации. Зачастую переоснащение и адаптирование оборудования лицам с данной патологией приходится выполнять за свой счёт.

### Компьютерные игры и средства массовой информации
В компьютерной многопользовательской онлайн-игре жанра «Массовая многопользовательская ролевая онлайн-игра» World of Warcraft в период, начиная со 2-го августа 2023 года (первое появление в СМИ) прогрессирует гильдия (сообщество игроков) под названием «Undaunted». Гильдия успешно осваивает внутриигровой контент, нацеленный на прохождение людьми без физических отклонений или иных дефектов. Для коммуникации в процессе игры участники используют текстовый чат и специальные методики, разработанные ими сообща.